# فهرست فیلم‌های ارسالی ترکیه برای جایزه اسکار بهترین فیلم بین‌المللی
ترکیه از سال ۱۹۸۹ به‌طور منظم فیلم‌هایی را برای جایزه اسکار بهترین فیلم بلند بین‌المللی  کاندید کرده‌است. قبل از آن، آنها همچنین یک فیلم واحد (تابستان خشک) را در دهه ۱۹۶۰ پس از دریافت خرس طلایی در جشنواره فیلم برلین ارسال کردند. اسکار سالانه توسط آکادمی علوم و هنرهای تصاویر متحرک ایالات متحده به یک فیلم بلند تولید شده در خارج از ایالات متحده اهدا می‌شود که عمدتاً به زبان غیر انگلیسی تهیه شده‌است.
این بخش تا زمان جوایز اسکار در سال ۱۹۵۶ وجود نداشت، که در آن یک جایزه رقابتی اسکار، که به عنوان جایزه بهترین فیلم زبان خارجی شناخته می‌شود، برای فیلم‌های غیرانگلیسی زبان ایجاد شد و از آن زمان به بعد سالانه اعطا می‌شود.
طی سال‌ها، بیست و هشت فیلم توسط ترکیه برای بررسی در بخش بهترین فیلم خارجی کاندید شده‌است. اگرچه فیلم ارسالی آنها در سال ۲۰۰۸ سه میمون در فهرست نهایی نه فیلم قرار گرفت، هیچ فیلم ترکی تاکنون نامزد اسکار نشده‌است.
علاوه بر این، از کشور سوئیس نیز دو فیلم به زبان ترکی را به مسابقه ارسال کرده‌است، از جمله یول در سال ۱۹۸۲که محصولی کاملاً ترکی توسط یک کارگردان ترک بود که به دلیل ملاحظات سیاسی مجبور شد پس از تولید به سوئیس منتقل شود و فیلم سفر امید، فیلمی دربارهٔ پناهندگان ترک توسط یک کارگردان سوئیسی در همکاری با شرکت‌های فیلم اروپایی ساخته شده‌است. سفر امید در سال ۱۹۹۰ ارسال شد و در سال ۱۹۹۱برنده اسکار به نمایندگی از سوئیس شد. در طول سال‌ها، چندین کشور اروپایی دیگر فیلم‌هایی را انتخاب کرده‌اند که بخشی از آن در ترکیه اتفاق می‌افتد و بخش‌های بزرگی به زبان ترکی شامل اتریش (برای یک لحظه، آزادی)، فرانسه (موستانگ)، آلمان (لبه بهشت) و یونان (یک لمس) بود. از ادویه).

## یادداشت
1. ↑  The category was previously named the Academy Award for Best Foreign Language Film, but this was changed to the Academy Award for Best International Feature Film in April 2019, after the Academy deemed the word "Foreign" to be outdated.[۱][۲]